# 오이정 (도쿄부)
오이정(大井町)은 도쿄부 에바라군에 일찍이 존재했던 정이다. 현재의 도쿄도 시나가와구 남부에 해당한다.

## 역사
- 1889년 5월 1일 - 정촌제 시행에 수반해 에바라군 오이촌이 단독으로 촌제를 시행하였다.
- 1908년 8월 1일 - 오이촌이 정으로 승격해 오이정이 되었다.
- 1932년 10월 1일 - 에바라군 전체가 도쿄시에 편입되어, 오사키정 지역은 시나가와구의 일부가 되었다.
- 1947년 3월 15일 - 에바라구와 합병해, 새로운 시나가와구가 신설되었다.

## 인구
- 1920년　 36,659
- 1925년　 58,619
- 1930년　 70,080

## 교통

### 철도
- 국철 (→ JR동일본)
  - 도카이도 본선 (게이힌 도호쿠선)
- 메구로카마타 전철
  - 도큐 오이마치선
- 게이큐 전기철도 (현 게이힌 급행 전철)
  - 게이큐 본선

도쿄시에 편입하는 1932년 이전에는, 시나카쿠선(요코스카선, 쇼난 신쥬쿠 라인)의 니시오이역, 도쿄임해 고속철도 린카이선의 오이마치역은 존재하지 않았다.

### 도로
- 1급 국도 (게이힌 국도)
  - 국도 제15호선